# Tcharych
Le Tcharych (en russe : Чарыш, en altaï méridional : Чара́с, Tcharas) est une rivière du sud-ouest de la Sibérie occidentale en Russie, longue de 547 km, affluent gauche de l'Ob.

## Géographie
La rivière prend sa source dans les monts Korgon dans la république de l'Altaï puis coule dans la dépression préaltaïque dans le  krai de l'Altaï.
Elle  se jette dans l'Ob en rive gauche au niveau d'Oust-Tcharych, à une centaine de km en amont de la capitale régionale Barnaoul.
Son bassin versant a une superficie de 22 200 km2.

## Affluents
Les principaux affluents du Tcharych sont :
- Rive gauche :
  - l'Inia (Иня)
  - la Belaïa[1] (Белая) (157 km)
  - la Loktevka[2] (Локтевка)
- Rive droite :
  - la Maralikha[3] (Маралиха)

## Localités traversées
Le Tcharych ne baigne aucune localité d'importance.
On peut cependant citer d'amont en aval, les localités d'Oust-Kan, de Tcharichskoïe, de Maralikha, d'Oust-Kalmanka, ainsi qu'Oust-Tcharych au niveau du confluent de la rivière avec l'Ob.

## Navigabilité
Le Tcharych est pris par les glaces dès fin octobre-début novembre, parfois seulement en décembre. Il reste gelé jusque fin mars-début avril.
En dehors de cette période, il est navigable dans son cours inférieur, sur une longueur de 82 km, jusqu'à la localité de Tcharychskyï.

## Hydrométrie - Les débits à Tcharychskyi
Le Tcharych est une rivière abondante, mais très irrégulière. Son débit a été observé pendant 51 ans (sur la période allant de 1948 à 2000) à Tcharychskyi, petite localité située à 82 kilomètres de son confluent avec l'Ob.
À Tcharychskyi, le débit annuel moyen ou module observé sur cette période était de 186 m3/s pour une surface de drainage de 20 700 km2, soit plus ou moins 93 % de la totalité du bassin versant de la rivière qui en fait 22 200. La lame d'eau d'écoulement annuel dans le bassin se montait de ce fait à 283 millimètres, ce qui peut être considéré comme assez élevé et résulte des précipitations abondantes tombant sur la partie supérieure de son bassin (monts Altaï).
Le débit moyen mensuel observé en février (minimum d'étiage) est de 30,0 m3/s, soit plus ou moins 5 % du débit moyen du mois de mai (592 m3/s), ce qui souligne l'amplitude assez importante des variations saisonnières. Ces écarts de débit mensuel peuvent être encore bien plus marqués d'après les années : sur la durée d'observation de 52 ans, le débit mensuel minimal a été de 9,77 m3/s en février 1954, tandis que le débit mensuel maximal s'élevait à 1 270 m3/s en mai 1969.
En ce qui concerne la période libre de glace (de mai à octobre inclus), le débit minimal observé a été de 22,7 m3/s en septembre 1951.